# 高橋製作所の望遠鏡製品一覧
高橋製作所の望遠鏡製品一覧（たかはしせいさくしょのぼうえんきょういちらん）は、高橋製作所の販売してきた望遠鏡の一覧。

## 概要
初期の製品はTS式天体望遠鏡と銘打って発売され、対物の有効径（mm単位）を取り込んでTS式XXmm**型と称し、同口径で新製品を出す場合には特色を示すアルファベットを語尾に付けた。製品の呼称については発売後の時間経過と販売形態の変化（赤道儀と鏡筒の分売等）に伴い変遷が見られるが、これらの変化はメーカー自身がカタログ等で呼称を変化させているものであり、いずれを使用しても公式名称であることに変わりはない。。

### システム化
1977年11月から鏡筒と赤道儀を共通の取り付け規格で分離し自由に組み合わせて使用できるシステム化が始まった。

## 当初はシステム化されていなかった機種
- TS式50mm屈折赤道儀（1971年7月[1]発売） - 対物レンズは有効径50mm焦点距離700mm[3][4][5][6][7]のアクロマート[1][3]。コレクターに人気が高い。鏡筒外径は特殊なφ58mm[5]で、この径を採用するのはこの機種のみである。ファインダーは5×25、実視界9度[3][7]。架台は極軸にφ15mmシャフト[4]を使用したドイツ式赤道儀[4]。
- TS式65mm屈折赤道儀（1967年10月[1]または1970年3月[8]発売） - 高橋製作所最初の望遠鏡製品[1][8]。対物レンズは有効径65mm焦点距離900mm[1][3]のアクロマート[1]。鏡筒外径φ68mm。ファインダーは5×25、実視界9度[3]。
- TS式65mm屈折経緯台（1968年7月[1]発売） - 対物レンズは有効径65mm焦点距離900mm[1]のアクロマート[1]。鏡筒外径φ68mm。その後セミ・アポクロマート化された。
- TS式65mmS型屈折赤道儀（1971年2月[1]発売） - 対物レンズは有効径65mm焦点距離1,000mm[1][7]のセミ・アポクロマート[1][7]。鏡筒外径φ68mm。ファインダーは5×25、実視界9度[7]。
- TS式65mmD型屈折赤道儀（1970年4月[1]または1971年3月[8][注釈 6]または1972年[9][注釈 7]発売） - 対物レンズは有効径65mm焦点距離1,000mm[3][5][9][7][10]のセミ・アポクロマート[3][9][7][10]。略してD型と称される。鏡筒外径は特殊なφ77mm[5]で、この径を採用するのはこの機種のみである。ファインダーは5×25[9][7][10]、実視界9度[9]。架台は20mm軸[4]のドイツ式赤道儀[10]でTS-80[4]やEM-1のベースとなった。後にシステム化された[10]。
- TS式65mmP型屈折赤道儀（1971年10月[8]または1972年12月発売[1]または1973年開発[11]） - 全長50cm、幅38cm、高さ20cmの木製格納箱またはバックパックに収納でき[11]、初めて赤道儀式架台に極軸望遠鏡を内蔵した[1]ため星野写真撮影遠征時に便利でありベストセラーとなった。また収納場所を取らないためコレクターに人気がある。対物レンズは有効径65mm焦点距離500mm[1][9][7]のセミ・アポクロマート[1][9][7]。略してP型とも称される。Pは極軸望遠鏡（Polar finder ）の頭文字ともポータブル（Portable ）の頭文字とも言われる。鏡筒外径φ68mm。ファインダーは5×25、実視界9度[9][7]。後にシステム化された。
- TS式65mmV-1型屈折赤道儀（1976年4月[1]発売） - 普及版として発売された。対物レンズは有効径65mm焦点距離800mm[1][11]のアクロマート[1][11]。略してV-1型と称される。鏡筒外径φ68mm。ファインダーは5×25、実視界9度[11]。架台は極軸にφ18mmシャフト[4]を使用したドイツ式赤道儀[4]。後にシステム化された[10]。
- TS式80mm屈折赤道儀（1970年発売） - 対物レンズは有効径80mm焦点距離1,200mm[3][5][7]のセミ・アポクロマート[3][7]。赤道儀はD型の赤道儀の軸を25mm[4]にするなど強化したもの[3][4]。鏡筒外径φ95mm[4][5]。ファインダーは9×40、実視界5度[7]。赤道儀のバランスウェイト移動はネジによる[4]。
- TS式80mmAPO型屈折赤道儀（1972年発売） - 対物レンズは有効径80mm焦点距離1,200mmのアポクロマート。アポクロマートを称するのは国内量産望遠鏡では初である。鏡筒外径φ95mm?
- TS式90mmF型屈折赤道儀（1977年10月[1]発売） - 対物レンズは有効径90mm焦点距離1,000mm[1][5]のフローライトアポクロマート[1][5]。赤道儀部分はTS式80mm屈折赤道儀の赤道儀を流用した[1]。鏡筒は90F型と略称される。鏡筒外径φ95mm[5]。
- TS式100mm反射赤道儀（1969年6月[1]発売） - 対物鏡は有効径100mm焦点距離1,000mm[1]の球面鏡によるニュートン式望遠鏡。赤道儀の軸受けにベアリングを使用した[1]。鏡筒外径φ140mm。
- TS式100mmI型反射赤道儀（1972年6月[1]発売） - ニュートン式望遠鏡。対物鏡は有効径100mm焦点距離1,000mm[1][3][9][7]のマルチコーティング[3][4]で増反射処理[3][4][9][7][10]を施した厚さ15mm[4]の青板ガラス[4]またはパイレックス製[3]。斜鏡はパイレックス製で短径φ25mm[4]。鏡筒は真円度の高い引き抜きパイプを使用しており鏡筒回転がしやすい[4]。鏡筒外径は前機種であるTS式100mm反射赤道儀と後機種であるMT-100鏡筒はφ140mmで共通であるのに対しこの鏡筒は特殊なφ127mmで、この径を採用するのはこの機種のみである。ファインダーは6×30、実視界8度[9][7]。架台は極軸にφ20mmシャフト[4]を使用したドイツ式赤道儀[4]。後にシステム化された[10]。

## システム化後新製品として発売された屈折式鏡筒

### P-2
- TS式65mmP-2型屈折鏡筒 - 対物レンズは有効径65mm焦点距離500mm[5]のセミ・アポクロマート[5]。鏡筒外径φ68mm[5]。ファインダーは5×25、実視界9度[5]。

### TS-90
- TS式90mmS型屈折鏡筒（1978年7月[1]発売） - 対物レンズは有効径90mm焦点距離1,200mm[11]のセミ・アポクロマート[11]。鏡筒外径φ95mm。ファインダーは6×30、実視界8度[11]。
- TS式90mmA型屈折鏡筒（1979年7月[1]発売） - 対物レンズは有効径90mm焦点距離1,200mm[1]のアクロマート[1]。鏡筒外径φ95mm。

### FCシリーズ
対物レンズはフローライトを外気に触れない後玉に使用する二枚玉アポクロマートのケプラー式鏡筒。相玉は初期（1986年-1987年頃まで、機種による）はモノコート、その後はマルチコート（MC）化された。フローライトの2面は技術的な問題からノンコートであったが、その後治具の開発に成功し、1992年下半期からFC-76とFC-100では全4面のフルマルチコート化が達成されている。また、メーカーでは断続的に再研磨・再コーティングを受け付けているが、現在はフローライトへのコーティングは受け付けていない。
- FC-50（1981年12月[1]発売） - 対物レンズは有効径50mm焦点距離400mm[1][3][5][14][15]。レデューサー併用時焦点距離290mm[3]、イメージサークルφ33mm[3]。スカイキャンサー、卓上経緯台とセット販売もされた[3]。鏡筒外径φ68mm[5]。ファインダーは5×25[15]、実視界9度。アタッチメントφ55mmねじ込み。
- FC-60（1990年7月[1]発売） - 対物レンズは有効径60mm焦点距離500mm[1][16]。レデューサー併用時焦点距離380mm、イメージサークルφ36mm、実視界5.3度[16]。ファインダー5×25[16]。FC-65の後継機。鏡筒外径φ68mm。
- FC-65（1981年5月[1]発売） - 対物レンズは有効径65mm焦点距離500mm[3][5][2]、イメージサークルφ30mm[3]。レデューサー併用時焦点距離380mm[2]、イメージサークルφ36mm、実視界5.3度[3][2]。鏡筒外径φ68mm[5]。ファインダーは5×25、実視界9度[3][2][15]。当初の標準赤道儀はP-2型であった[1][2]。
- FC-76（1981年3月[1]発売） - 対物レンズは有効径76mm焦点距離600mm[3][5][2][17]。当初の標準赤道儀はシステム化されたD型赤道儀[1]であった。後にEM-1赤道儀[2]とセット販売もされた。レデューサー併用時焦点距離450mm、イメージサークルφ40mm、実視界5度[3]となりマミヤ645シリーズの一眼レフカメラを取り付け可能。鏡筒外径φ95mm[5]。ファインダーは7×50[3][2]、実視界6.3度[5]。
- FC-76D（2012年発売） - 対物レンズは有効径76mm焦点距離570mm。フローライトの相玉をエコガラスに変更した約20年振りの新製品。旧FC-76と比べて焦点距離は30mm短くなったが、青ハローは約30%減少したとしている。鏡筒外径φ95mmのDSと鏡筒外径φ80mmのDCの2種類を併売。76Dフラットナー併用時焦点距離594mm、イメージサークルφ40mm。76Dレデューサー併用時焦点距離417mm、イメージサークルφ36mm。エクステンダーQ1.6×併用時焦点距離916mm。ファインダーは6×30。
- FC-100（1981年3月[1]発売） - 対物レンズは有効径100mm焦点距離800mm[3][5]。レデューサー併用時焦点距離590mm、イメージサークルφ50mm、実視界5度[3][12]となりマミヤ645シリーズの一眼レフカメラも取り付け可能[12]。鏡筒外径φ114mm[5]。ファインダーは7×50[3][10][15]、実視界6.3度[5]または6.5度[12][10]。
- FC-100N（1988年8月[1]発売） - F10とフローライトアポクロマートとしては長焦点である。対物レンズは有効径100mm焦点距離1,000mm[1]。鏡筒外径φ114mm。科学雑誌ニュートンで通信販売されたモデル（フードに雑誌名のロゴ入り）と高橋製作所で販売されていた通常のFCシリーズデザインのモデルが存在する。接眼部は一回り小さいFC-76の物が採用されている。
- FC-100D（2013年発売） - 対物レンズは有効径100mm焦点距離740mm。フローライトの相玉はエコガラス。また、旧FC-100と比べて焦点距離が60mm短くなったが、青ハローはやや減少したとしている。鏡筒外径φ95mm。接眼体がFC-76Dと共通で軽量なFC-100DC（2.8kg）と、専用のFC-35レデューサー0.66×に対応した接眼体を持つFC-100DF（3.6kg）の2種類を併売。76Dフラットナー併用時焦点距離770mm、イメージサークルφ35mm。76Dレデューサー併用時焦点距離540mm、イメージサークルφ30mm。エクステンダーQ1.6×併用時焦点距離1,185mm、エクステンダーC2×併用時焦点距離1,480mm。FC-100DFにFC-35レデューサー0.66×併用時焦点距離485mm、イメージサークルφ44mm。
- FC-100DL（2015年発売） - 対物レンズは有効径100mm焦点距離900mm。FC-100DをF9に長焦点化しながらも質量は3.8kgと軽量に仕上げ、高い眼視性能と容易な取り回しを実現。100本限定発売[18]。
- FC-125（1981年発売） - 対物レンズは有効径125mm焦点距離1,000mm[3][5][12][15]、イメージサークルφ50mm[12]。レデューサー併用で焦点距離740mm[3][12]、イメージサークルφ62mm[3][12]、実視界5度[12]、歪曲収差-0.11％[12]。TS-160/160P型とセット販売もされた[12]。鏡筒外径φ145mm[5]。ファインダーは11×70[3][5][10][15]、実視界4.2度[5][15]。オプション使用でφ20cmの太陽投影が可能[12]。リアアタッチメントφ77mm[3]。
- FC-125N（1989年8月[1]発売） - 対物レンズは有効径125mm焦点距離1,000mm[1]。FC-100と同種の接眼部を採用した軽量型[1]。鏡筒外径φ145mm。
- FC-150（1991年3月[1]発売） - 対物レンズは有効径150mm焦点距離1,700mm[1]。鏡筒外径φ166mm。

### FCTシリーズ
対物レンズにフローライトを使用する、超短焦点の屈折式鏡筒。アポクロマート。Tは三枚玉（Triplet ）の頭文字。
- FCT-65（1986年7月[1]発売） - 対物レンズは有効径65mm焦点距離320mm[17][15]。専用レデューサー併用で焦点距離240mm、イメージサークルφ42mm、実視界8度[17]。鏡筒外径φ80mm[17]。
- FCT-76（1985年3月[16]発売） - 対物レンズは有効径76mm焦点距離487mm[5][15]。専用レデューサー併用で焦点距離345mmF4.5、イメージサークルφ55mm、実視界9度。愛称ナナロク[19]。初期型は直進ヘリコイド式のピント合わせ機構を持つが、重量のあるカメラを取り付けるとガタが出やすいということで1987年12月に一般的なラック・アンド・ピニオン式に変更されている[1]。鏡筒外径φ95mm[5]。ファインダーは当初6×30[5][15]、実視界8度[5]、後に7×50、実視界6.3度。新製品発表時には専用フラットナー[注釈 9]も予告されたが、実際には発売されなかった[注釈 10]。
- FCT-100（1986年1月[1]発売） - 対物レンズは有効径100mm焦点距離640mm[1][17]。専用レデューサー併用で焦点距離460mm、イメージサークルφ65mm、実視界8度[17]。鏡筒外径φ114mm。ファインダーは初期暗視野照明付きの6×40[17][17]、実視界8度[17]が付属し、その後7×50、実視界6.3度に変更された。
- FCT-125（1987年3月[1]発売） - 対物レンズは有効径125mm焦点距離706mm[1]。鏡筒外径φ145mm。
- FCT-150（1985年7月[1]発売） - 対物レンズは有効径150mm焦点距離1,050mm[1][16]。イメージサークルφ62mm、実視界3.4度[16]。レデューサー併用で焦点距離750mm、イメージサークルφ63mm、実視界4.8度[16]。鏡筒外径φ166mm[16]。ファインダー11×70、実視界4.2度[16]。
- FCT-200（1991年10月[1]発売） - 対物レンズは有効径200mm焦点距離2,000mm[1][16]。イメージサークルφ65mm、実視界2.0度[16]。ファインダー11×70、実視界4.2度[16]。
- FCT-250（2000年2月[1]初号機納品） - 対物レンズは有効径250mm焦点距離2,500mm[1][16]。ファインダー11×70[16]。ファインダー11×70、実視界4.2度[16]。

### FSシリーズ
FCシリーズの後継シリーズ。フローライトアポクロマート。フローライトが傷つきやすいためFCシリーズでは後玉に使用していたが、マルチコートによりレンズ保護して前玉に設計変更し、FCシリーズより球面収差が15%減少した。
- FS-60C（1999年発売） - 対物レンズは有効径60mm焦点距離355mm。鏡筒外径φ80mm。
- FS-60CB（2008年発売） - FS-60Cのマイナーチェンジ版。
- FS-60Q（2010年発売） - 対物レンズは有効径60mm焦点距離600mm。「フローライト2+2アポクロマート」と謳ってはいるが、実際には上記のFS-60CBに、口径の大きな1群2枚の貼り合わせバローレンズを追加したセット品。
- FS-78（1994年7月[1]発売） - 対物レンズは有効径78mm焦点距離630mm[1][16]。レデューサー併用時焦点距離474mm、イメージサークルφ42mm、実視界5.1度[16]。鏡筒外径φ95mm[16]。ファインダーは7×50、実視界6.3度[16]。
- FS-78C（2000年7月[1]発売） - 対物レンズは有効径78mm焦点距離630mm[1]
- FS-102（1994年4月[1]発売） - 対物レンズは有効径102mm焦点距離820mm[16]。鏡筒外径φ114mm[16]。ファインダーは7×50、実視界6.3度。
- FS-128N（1994年7月[1]発売） - 対物レンズは有効径128mm焦点距離1,040mm[1]。鏡筒外径φ145mm。
- FS-128F（1998年2月[1]発売） - 対物レンズは有効径128mm焦点距離1,040mm[1][16]。FS-152と共通のフラットナー、レデューサーに対応した[1]。鏡筒外径φ145mm[16]。
- FS-152（1997年10月[1]発売） - 対物レンズは有効径152mm焦点距離1,216mm[1][16]。レデューサー併用時焦点距離905mm、イメージサークルφ65mm、実視界4.1度[16]。フラットナー併用時焦点距離1,223mm、イメージサークルφ90mm、実視界4.2度[16]。鏡筒外径φ155mm[16]。

### SKY-90
- SKY-90（2000年11月[1]発売） - 対物レンズにフローライトを使用している。有効径90mm焦点距離500mm。鏡筒外径φ95mm。2013年生産終了。

### FSQシリーズ
フローライトまたはEDレンズを含む4枚玉アポクロマートの屈折鏡筒。
- FSQ-85ED（2008年発売） - 対物レンズは有効径85mm焦点距離450mm。イメージサークルΦ44mm。鏡筒外径φ95mm。
- FSQ-106（1999年6月[1]発売） - 対物レンズは有効径106mm焦点距離530mm[1]。フローライト2枚を含む4枚構成[1]。鏡筒外径φ114mm。ファインダーは7×50、実視界6.3度。
- FSQ-106Kai（2000年6月[1]発売） - FSQ-106のフードをスライド式とした[1]。対物レンズは有効径106mm焦点距離530mm[1]、イメージサークルφ88mm、実視界9.5度[16]。フローライト2枚を含む4枚構成。鏡筒外径φ114mm。ファインダーは7×50、実視界6.3度。
- FSQ-106ED（2007年発売） - 対物レンズは4群4枚（Quadruplet）、有効径106mm焦点距離530mm。フローライトをEDレンズに、他のガラスをエコガラスに置換するとともに収差補正性能も向上している。鏡筒外径φ114mm[16]。ファインダーは7×50[16]、実視界6.3度。
- FSQ-130ED（2014年発売） - 対物レンズは5群5枚（Quintuplet）、有効径130mm焦点距離650mm。前玉3枚が凸凹凸のTOAタイプ、後群がFSQ-106EDタイプとなっており、凸レンズ3枚全てにスーパーEDレンズを使用。接眼部をFSQ-106EDよりも大型化しており、イメージサークルφ110mm。645レデューサー0.7×使用時は、焦点距離455mm（F3.5）、イメージサークルφ70mm。鏡筒外径φ156mm。ファインダーは7×50、実視界6.3度。

### FET
- FET-200（2002年発売） - 対物レンズは有効径200mm焦点距離2,000mm。
- FET-300 - 対物レンズは有効径300mm焦点距離2,400mm[1]。

### TOAシリーズ
EDレンズにより究極の収差補正を目指した屈折鏡筒。対物レンズは3群3枚の完全分離型で、EDガラス（型番非公開）を2枚使用。惑星観望用に最適とされる。
- TOA-130（2003年1月[1]発売） - 対物レンズは有効径130mm焦点距離1,000mm[1]。
- TOA-130NタイプS（2009年発売） - EDレンズを2枚ともオハラのS-FPL53に変更したマイナーチェンジ版。対物レンズは有効径130mm焦点距離1,000mm。鏡筒外径φ156mm。ファインダーは7×50、実視界6.3度。
- TOA-130NタイプFB（2009年発売） - TOA-130NタイプSの接眼部をFSQ-106EDと同様のスライドガイドを持つ新接眼部に変更したマイナーチェンジ版。
- TOA-150（2005年7月[1]発売） - 対物レンズは有効径150mm焦点距離1,100mm[1]。鏡筒外径φ156mm。ファインダーは7×50、実視界6.3度。
- TOA-150F（2009年発売） - TOA-150の接眼部をFSQ-106EDと同様のスライドガイドを持つ新接眼部に変更したマイナーチェンジ版。

### TSAシリーズ
FSシリーズの後継として開発された。対物レンズは2枚目にEDレンズを採用した3群3枚アポクロマート。
- TSA-102（2007年3月[1]発売） - 対物レンズは有効径102mm焦点距離816mm[1]。35フラットナー併用で焦点距離800mm、イメージサークル40mm。レデューサーTOAセット併用で焦点距離610mm、イメージサークルφ50mm。エクステンダーED1.5×併用で焦点距離1,230mm、イメージサークルφ44mm。ファインダーは7×50、実視界6.3度。
- TSA-120（2009年発売） - 対物レンズは有効径120mm焦点距離900mm。イメージサークルφ40mm。35フラットナー併用で焦点距離880mm、イメージサークル40mm。レデューサーTOAセット併用で焦点距離670mm、イメージサークルφ50mm。エクステンダーED1.5×併用で焦点距離1,350mm、イメージサークルφ44mm。ファインダーは7×50、実視界6.3度。

### GT-40
- GT-40（2012年発売） - ガイド望遠鏡。対物レンズは有効径40mm焦点距離240mm。

## システム化後新製品として発売された反射式鏡筒

### TS-130
ニュートン式反射鏡筒。
- TS式130mmF6.3型反射鏡筒（1980年11月[1]発売） - 一般的には90S型赤道儀に搭載した。対物鏡は有効径130mm、焦点距離800mm[1][10]の増反射処理[10]された放物面鏡。鏡筒外径φ155mm。ファインダーは6×30、実視界8度。
- TS式130mmF7.7型反射鏡筒（1979年1月[1]発売） - 一般的には90S型赤道儀に搭載した。対物鏡は有効径130mm、焦点距離1,000mm[1][10]の増反射処理[10]された放物面鏡。鏡筒外径φ155mm。ファインダーは6×30、実視界8度。

### TS-160
ニュートン式反射鏡筒。
- TS式160mmF8反射鏡筒（1977年12月[1]発売） - 対物鏡は有効径160mm、焦点距離1,280mm[1][11]の増反射処理[10]された放物面鏡。鏡筒外径φ183mm。ファインダーは7×50[4][10]、実視界6.3度または6.5度[4][10]。
- TS式160mmF6反射鏡筒（1978年2月[1]発売） - 対物鏡は有効径160mm、焦点距離1,000mm[1]の増反射処理[10]された放物面鏡。鏡筒外径φ183mm。ファインダーは7×50[4][10]、実視界6.3度[11]または6.5度[4][10]。

### MTシリーズ
対物鏡に放物面鏡を使用する、ほぼF6クラスのニュートン式反射鏡筒。MTは多目的（Multi purpose Telescope ）の頭文字。
- MT-100（1982年12月[1]発売） - 対物鏡は有効径100mm焦点距離600mm[3][5][15]。斜鏡短径φ35mm。専用コレクター併用で焦点距離800mm、イメージサークルφ32mm、実視界2.3度[3]。専用レデューサー併用で焦点距離470mm、イメージサークルφ30mm、実視界3.6度[3]。鏡筒外径φ140mm[3][5]。ファインダーは6×30、実視界8度[3][15]。
- MT-130（1983年3月[1]発売） - 対物鏡は面精度誤差1/8λ以上[2]で研磨され有効径130mm焦点距離795mm[3][5][16][17]。斜鏡短径φ40mm[16]。専用コレクター併用で焦点距離1060mm、イメージサークルφ30mm、実視界1.6度[3]。専用レデューサー併用で焦点距離618mm、イメージサークルφ34mm、実視界3.2度[3][16]。鏡筒外径φ166mm[5][16]。ファインダーは6×30[3][16][2][17]、実視界8度[3][16][17]。
- MT-160（1983年8月[1]発売） - 対物鏡は有効径160mm焦点距離995mm[5][6]または1,000mm[3][16][14][17][15]。斜鏡短径φ49mm[16]。専用コレクター併用で焦点距離1,330mm、イメージサークルφ36mm、実視界1.5度[3][16][17]。専用レデューサー併用で焦点距離776mm[16][17]、イメージサークルφ36mm、実視界2.7度[3][16]または3.2度[3][17]。EM-100赤道儀と同時発売された。鏡筒外径φ204mm[5][6][16]。ファインダーは当初6×30[6][17][17]、実視界8度[3][17]だったが後に7×50、実視界6.3度[16]に変更された。主鏡はパイレックス[17]。
- MT-200（1983年12月[1]発売） - 対物鏡は有効径200mm焦点距離1,200mm[3][16]。補正レンズ併用で焦点距離1,600mm、イメージサークルφ36mm、実視界1.3度[3][16]。コマ補正レンズ併用で焦点距離970mm、イメージサークルφ36mm、実視界2.1度[3][16]。JP赤道儀架台とセット販売もされた。斜鏡短径φ63mm[16]。鏡筒外径φ253mm[5][16]。ファインダーは7×50、実視界6.3度[3][16]。。1988年12月斜鏡スパイダーが羽根式に改良された[1]。
- MT-250（1988年2月[1]発売） - 対物鏡は有効径250mm焦点距離1,500mm[1][3][16]。コレクター併用で焦点距離2,000mm、イメージサークルφ50mm、実視界2.4度[16]。レデューサー併用で焦点距離1,200mm、イメージサークルφ50mm、実視界1.4度[16]。斜鏡短径φ72mm[16]。鏡筒外径φ324mm[16]。ファインダーは11×70、実視界4.2度[16]。
- MT-250N（1995年4月[1]発売） - 対物鏡は有効径250mm焦点距離1,500mm[1]。
- MT-300V（1993年発売） - 対物鏡は有効径300mm焦点距離1,500mm[1]。特注のF5仕様。
- MT-300P（1994年5月[1]発売） - 対物鏡は有効径300mm焦点距離1,800mm[1]。
- MT-300（1996年2月[1]発売） - 対物鏡は有効径300mm焦点距離1,750mm[1]。

### μ（ミューロン）シリーズ
凹楕円主鏡と凸球面副鏡によるドール・カーカム式反射鏡筒。眼視に好適である。コレクターはシリーズ共通の「μコレクター」を使用する。
- μ-180（1990年3月[1]発売） - 有効径180mm焦点距離2,160mm[1]。レデューサー併用により焦点距離1,762mm、イメージサークルφ36mm、実視界1.2度。鏡筒バンドでなくアリ型アリ溝で取り付ける。2007年生産終了。
- μ-210（1993年11月[1]発売） - 有効径210mm焦点距離2,415mm[1]。架台には鏡筒バンドでなくアリ型アリ溝で取り付ける。レデューサー併用により焦点距離1,873mm、イメージサークルφ39mm、実視界1.2度。
- μ-250（1992年11月[1]発売） - 有効径250mm焦点距離3,000mm[1][16]、イメージサークルφ40mm[16]。コレクター併用時焦点距離2,328mm[16]、イメージサークルφ34mm[16]。鏡筒外径φ280mmだが架台には鏡筒バンドでなくアリ型アリ溝で取り付ける[16]。接眼部のバッフルを丸ごと2010年発売の補正レンズユニットμ-250用ミューロンCRユニット[注釈 11]に交換することで焦点距離2,500mmとなる[21]。ファインダーは7×50、実視界6.3度[16]。
- μ-250CRS（2010年発売） -μ-250にCRユニットとオートフォーカス機能を標準装備し、架台への取り付け方法をアリ型アリ溝から鏡筒バンドに変更したマイナーチェンジ版。[22]
- μ-300（1994年発売） - 有効径300mm焦点距離3,572mm[16]、イメージサークルφ36mm[16]。コレクター併用時2,739mm、イメージサークルφ36mm[16]。接眼部のバッフルを丸ごと2010年発売の補正レンズユニットμ-300用ミューロンCRユニット[注釈 12]に交換することで焦点距離2,960mmとなる[21]。ファインダーは11×70、実視界4.2度[16]。
- μ-300CRS（2011年発売） -μ-300にCRユニットとオートフォーカス機能を標準装備したマイナーチェンジ版。[23]

### TA
F8のニュートン式反射鏡筒。
- TA-160（1989年3月[1]発売） - 対物鏡は有効径160mm焦点距離1,280mm[1]。

### CN/C
カセグレン式反射鏡筒。
- CN-212（1995年4月[1]発売） - 対物鏡は有効径212mm[16]。カセグレン式として使用する場合の焦点距離2,630mm[1][16]、副鏡径φ68mm[16]、イメージサークルφ36mm、実視界0.8度[16]。別売のニュートンユニットを併用すると焦点距離820mmのニュートン式反射鏡筒としても使え、この場合イメージサークルφ43mm、実視界2.9度[16]、斜鏡径φ72mm[16]。鏡筒外径φ243mm[16]。ファインダーは7×50、実視界6.3度[16]。
- C-400（2001年4月[1]初号機納品） - 有効径400mm焦点距離5,600mm[1]。

## システム化後新製品として発売された反射屈折式鏡筒

### ε（イプシロン）シリーズ
主鏡は双曲面鏡で焦点面近くに補正レンズを置く反射屈折式の天体写真用鏡筒。鏡筒前面に補正板がないので気温順応が早く、メンテナンスも比較的楽である。通常のニュートン式望遠鏡と比較し良像範囲が数倍広く、シャープさはシュミット式望遠鏡に近い。ワイドマウントを介し各社の一眼レフカメラを取り付けられるほか、フィルムホルダー取り付け金具を介しマミヤ光機製作所（現マミヤ・オーピー）マミヤプレス用ロールフィルムホルダーが装着できる。主焦点アダプターを介し眼視も可能だが高倍率での惑星観望などには不適で100倍以下の低倍率観望に限定される。
- ε-130（1984年9月[1]発売） - 有効径130mm[1][3]焦点距離430mm[3][5]または455mm[1]または460mm[15][注釈 13]。斜鏡短径φ63mm[3]。補正レンズは4群4枚[3]。鏡筒外径φ166mm[3]。ファインダーは6×30[3][5][15]、実視界8度[5][15]。
- ε-130D（2013年発売） -  ε-130のデジタル対応版。有効径130mm焦点距離430mm。イメージサークルφ44mm、実視界5.9度。鏡筒外径φ166mm。斜鏡短径φ63mm。補正レンズをε-180EDと同タイプの2群2枚構成（ただしEDレンズは不使用）とし、35mmフルサイズ周辺まで星像10ミクロンを達成。
- ε-160（1984年6月[1]発売） - 有効径160mm焦点距離530mm[5][6]または560mm[1][2][17]。補正レンズは4群4枚[2][17]。鏡筒外径φ204mm[17]。鏡筒バンドは2本式で、Mマッチプレートを介して赤道儀に取り付ける。イメージサークルはφ49mm、実視界5度[17]。ファインダーは当初6×30[5][6][2][17][15]、実視界8度[5][6][15]、後に7×50[3]、実視界6.3度。1988年12月斜鏡スパイダーが羽根式に改良された[1]。
- ε-180ED（2005年7月[1]発売） - 有効径180mm焦点距離500mm[1]。イメージサークルはφ44mm、実視界5.0度。ファインダーは7×50、実視界6.3度。補正レンズは2群2枚で、うち1枚はEDレンズを使用している。
- ε-200（1984年2月[1]発売） - 有効径200mm焦点距離800mm[1][3][5][2][17]。対物鏡は増反射処理した[17]パイレックス製[3][17]。補正レンズは4群4枚[3][2]。鏡筒外径φ253mm[3]。イメージサークルφ56mm、実視界4度[2][17]。ファインダーは7×50[3][5][2][17]、実視界6.3度[5]。
- ε-210（1993年11月発売[1]） - 有効径210mm焦点距離628mm[1]。1996年5月にメタル鏡筒になっている[1]。
- ε-210C - 対物鏡は有効径210mm焦点距離628mm[16]。斜鏡短径φ80mm[16]。イメージサークルφ57mm、実視界5.1度[16]。カーボン鏡筒。ファインダーは7×50、実視界6.3度[16]。
- ε-250（1987年7月[1]発売） - 有効径250mm焦点距離854mm[1]。
- ε-250C（1992年5月[1]発売） - 対物鏡は有効径250mm焦点距離850mm[1]または854mm[16]。カーボン鏡筒[16]。イメージサークルφ69mm、実視界4.6度[16]。斜鏡短径φ95mm[16]。鏡筒外径φ324mm[16]。ファインダーは11×70、実視界4.2度[16]。
- ε-300（1985年8月[1]発売） - 有効径300mm焦点距離1,130mm[1]。
- ε-300N - 対物鏡は有効径300mm焦点距離1,058mm[16]。イメージサークルφ70mm、実視界3.8度[16]。斜鏡短径φ95mm[16]。鏡筒外径φ380mm[16]。ファインダーは11×70、実視界4.2度[16]。
- ε-350（1997年5月発売[1]） - 有効径350mm焦点距離1,248mm[1]。インバーロッド温度補正機構を持つ[1]。
- ε-350N - 有効径350mm焦点距離1,248mm[16]。イメージサークルφ70mm、実視界3.2度[16]。斜鏡短径φ107mm[16]。鏡筒外径φ430mm[16]。ファインダーは11×70、実視界4.2度[16]。

### TSC
- TSC-225（1989年5月[1]発売） - シュミットカセグレン式反射鏡筒[1][3]。対物鏡は有効径225mm焦点距離2,700mm[1][3]。副鏡φ65mm[3]。ファインダー7×50、実視界6.3度[3]。

### BRC/FRC/CCA
リッチークレチアン式アストロカメラ。
- BRC-250（1998年8月[1]発売） - ベーカーリッチークレチアン式。有効径250mm焦点距離1,268mm[16]。副鏡はφ120.5mm[16]。イメージサークルφ100mm、実視界4.5度[16]。カーボン鏡筒[1]。ファインダーは7×50、実視界6.3度[16]。
- BRC-250M（1999年12月[1]発売） - 有効径250mm焦点距離1,276mm[1]。メタル鏡筒[1]。
- FRC-300（2002年11月[1]発売） - 有効径300mm焦点距離2,348mm[1]。
- CCA-250（2011年発売） - 対物鏡は有効径250mm焦点距離1,250mm。BRC-250の後継機。イメージサークルφ88mm。レデューサーCR0.73×併用で焦点距離910mm、イメージサークルφ38mm。エクステンダーCR1.5×併用で焦点距離1,880mm、イメージサークルφ40mm。645レデューサーCA0.72×併用で焦点距離890mm、イメージサークルφ60mm。

## システム化後新製品として発売された赤道儀

### P-2
- TS式65mmP-2型赤道儀（1979年2月[1]発売） - P型の回転軸にベアリングを追加して改良した小型赤道儀とP型65mm鏡筒の組み合わせで発売され、赤道儀単体でも販売された。極軸望遠鏡を内蔵し、緯度0-70度まで対応する[12]。全長50cm、幅38cm、高さ20cmの木製格納箱またはバックパックに収納できる[11]。
- P-2S型赤道儀（1986年10月[1]発売） - P-2型のマイナーチェンジ版。クリーム色。
- P-2Z型赤道儀（1992年4月[1]発売） - マイナーチェンジ版の最終形。2010年初頭に生産終了。

### スペースボーイ
- スペースボーイ（1984年12月[16]発売） - 赤緯軸を外せばポータブル赤道儀としても使用できる小型赤道儀。一般の写真用三脚も使用できる。モーター内蔵型赤道儀への過渡期に発売され、様々な小型鏡筒（口径50-100mm）とのセット品も発売された。

### PM-1/PM-1XY/PM-SP
- PM-1（2011年発売） - 赤経モーターを内蔵する小型赤道儀。別売りのオプションユニットを使用することにより、フォーク式赤道儀や経緯台としても使用可能。
- PM-1XY（2012年発売） - PM-1を2軸駆動とし、コントローラーの機能を増強したマイナーチェンジ版。
- PM-SP（2014年発売） - PM-1XYの赤緯体を極軸体とした、極軸望遠鏡とモータードライブを内蔵したポータブル赤道儀。部品の組み合わせによって小型のドイツ式赤道儀に組み上げることも可能。

### EM-1/EM-2
赤経モーターを内蔵する中型赤道儀。
- EM-1（1983年3月[1]発売） - ベースはTS-65D型の赤道儀と言われているが[要出典]、それをあまり感じさせない角張ったデザインが外観的特徴。恒星時の5-200％までの増減速が無段階で可能。
- EM-1S（1989年2月[1]発売） - 赤経駆動補正が2倍速と停止の2つのみになった。
- EM-2（1994年11月[1]発売）
- EM-2S - ハンドコントローラーのみの変更。

### EM-10シリーズ
モーターを赤経赤緯両軸に内蔵する中型赤道儀。
- EM-10（1987年6月[1]発売） - 新規設計。
- EM-10B（1987年発売）
- EM-10USD（1997年5月[1]発売）
- EM-10TemmaPCJr（2000年6月[1]発売）
- EM-10Temma2（2002年7月[1]発売）
- EM-10USD3（2002年7月[1]発売）
- EM-11Temma2Jr（2004年発売）
- EM-11USD3（2004年発売）
- EM-11Temma2M（2009年発売）
- EM-11Temma2Z（2016年発売[24]）

### 90S
- TS式システム90赤道儀（1978年7月[1]発売） - TS式90mmS型屈折鏡筒と同時に発売され、ロングセラーとなった。システム90赤道儀あるいは90S型赤道儀とも呼ばれる。モーター内蔵型のEM-100のベースとなったがEM-100が製造中止になった後も生産が続行され、その後製造中止になったものの現在でも中古市場で人気が高い。

### EM-100
中型赤道儀。
- EM-100（1983年8月[1]発売） - TS-90S型赤道儀をベースとして、赤経モーターを内蔵[17]、赤緯モーターを標準装備[17]とし、両軸を全周微動（歯数は180枚）にする等の変更が加えられた。モーターは水晶制御で恒星時と太陽時を切り替えられ、5-240％の無段階変速可能の他、増速4倍、減速5倍が可能[17]。電源は直流12V[17]。

### EM-200シリーズ
モーターを赤経赤緯両軸に内蔵する中型赤道儀。
- EM-200（1989年5月[1]発売） - 新規設計。1989年9月22日グッドデザイン賞受賞[1]。この後改良を続けられベストセラーとなった。
- EM-200USD（1997年5月[1]発売）
- EM-200Temma（1998年5月[1]発売）
- EM-200TemmaPCJr（2000年6月[1]発売）
- EM-200TemmaPC（2000年7月[1]発売）
- EM-200Temma2（2002年7月[1]発売）
- EM-200USD3（2002年7月[1]発売）
- EM-200Temma2M（2009年発売）

### TS-160/JP/NJP
- TS式システム160J赤道儀/J型赤道儀（1977年12月[1]発売） - TS式160mm反射鏡筒を搭載すべく同時に発売された大型赤道儀架台。誕生時からシステム型だった最初の赤道儀架台である。
- TS式システム160P赤道儀/JP型赤道儀（1979年7月[1]発売） - TS式システム160赤道儀に11×40の大型高倍率の極軸望遠鏡を内蔵したタイプで、据え付け精度2分を確保している。NJP、JP-Zシリーズの原型。
- NJP型赤道儀（1988年4月[1]発売） - JPをエンコーダー対応とした[1]マイナーチェンジ版。
- NJP-NV型赤道儀（1996年3月[1]発売） - NJPのウォームネジの軸受けにベアリングを挿入して、自動導入時の高速回転に対応させたマイナーチェンジ版。
- NJP-Temma（1998年9月[1]発売） - 両軸モーターを標準装備とした。
- NJP-TemmaPC（2000年8月[1]発売）
- NJP-Temma2（2002年7月[1]発売）
- JP-Z - NJPシリーズの小改良型で、脚とバランスウェイトをEM-400と共通規格にした製品。2008年生産終了。

### EM-400シリーズ
NJPの後継機として設計発売された大型赤道儀。
- EM-400Temma2（2005年発売）
- EM-400Temma2M（2009年発売）
- EM-400Temma2Z（2016年発売）

### EM-500シリーズ
NJPシリーズよりさらに大型の赤道儀。
- EM-500（1993年1月[1]発売）
- EM-500TypeII（1994年11月[1]発売）
- EM-500TypeIII（1996年発売?）
- EM-500USD（1997年9月[1]発売）
- EM-500Temma（1997年11月[1]発売）
- EM-500TemmaPC（2000年8月[1]発売）
- EM-500Temma2（2002年7月[1]発売）
- EM-500Temma2M（2010年発売）
- EM-500Temma2Z（2016年発売）

### 据付専用超大型赤道儀
- EM-2000（1987年3月[1]発売） - 赤経赤緯両軸ともモーターを内蔵した大型赤道儀。FCT-125鏡筒と同時発売された。高速駆動[1]が特長。
- EM-2500（1999年3月[1]発売）
- EM-3500（1995年8月[1]初号機納品）

## ティーガル
「手軽」のもじりで「ティーガル」。
- TG-60（1990年12月[1]発売） - 対物レンズは有効径60mm焦点距離500mm[1]のフローライト[1]・アポクロマート。鏡筒外径φ80mm。
- TG-100（1992年2月[1]発売） - 有効径100mm焦点距離770mm[1]のデルワース式正立反射望遠鏡鏡筒[1]。
- TG-150（1993年6月[1]発売） - 有効径150mm焦点距離858mmのデルワース式正立反射望遠鏡鏡筒[1]。

## 地上望遠鏡
- マイズーム65（1985年12月[1]発売） - 光学系は反射屈折式[6]で有効径65mm、20-60×[1][6]のズーム式[6]地上望遠鏡。卓上経緯台、もしくは一般写真用三脚に載せて使用する。
- 20×50スポッティングスコープ（1996年1月[1]発売）

## 写真撮影用ポータブル赤道儀
三脚は一般のカメラ三脚を使用するか、P型の三脚にアダプターを介して使用するポータブル赤道儀。
- TS式40mmH型屈折赤道儀（1974年7月[1]発売） - 付属する鏡筒の対物レンズは有効径40mm焦点距離240mm[3]のアクロマート[3]。接眼鏡はφ24.5mmスリーブ式のみ使用できる。H型と略称する。赤緯微動は装備しない。鏡筒は赤道儀架台に固定された鏡筒バンドによって搭載する。専用ケースはショルダーバッグ式セミハードケース。
- スカイキャンサー（1981年9月[1]発売） - H型にカメラや鏡筒を搭載する小プレートと赤緯微動がついた改良版。付属する鏡筒の対物レンズは有効径40mm焦点距離240mm[3][14]。鏡筒は三脚ネジ穴によって架台に搭載する。接眼鏡はφ24.5mmスリーブ式のみ使用できる。FC-50、FC-65およびP型鏡筒のセット商品ファミリーセットの赤道儀としても使われ、1986年のハレー彗星回帰前には、スカイパトロール2015として台数限定で再発売された。
- TG-SP（1999年4月[1]発売） - ポータブル赤道儀。スカイパトロールと称される[1]。

## 塗装色の変遷
赤道儀や接眼部等のアルミ鋳物の塗装色は、初期の黒色ハンマートーン（第1期）、メタリックグリーングレー・ハンマートーン（第2期：1979-1982年頃）、グレー・レザー（第3期：1983-1987年頃、フローライトファミリーセット、MTシリーズの発売時より変更）、ライトグリーン・レザー（1988年-）と変化してきた。このうち、第1期-第2期まではアルミ部品一つ一つに丁寧なアルマイト処理が施されており、現行品に比べて塗膜が極めて丈夫である。2016年には、赤道儀が新型のTemma2Zに置き換わったのを機に、赤道儀にのみ新色のライトブルー仕様が追加された。